# Torrechiva
Torrechiva (em castelhano e oficialmente) ou Torre-xiva (em valenciano) é um município da Espanha na província de Castelló, Comunidade Valenciana. Tem 11,8 km² de área e em 2021 tinha 93 habitantes (densidade: 7,9 hab./km²).

## Demografia
| Variação demográfica do município entre 1991 e 2004 | Variação demográfica do município entre 1991 e 2004 | Variação demográfica do município entre 1991 e 2004 | Variação demográfica do município entre 1991 e 2004 |
| --------------------------------------------------- | --------------------------------------------------- | --------------------------------------------------- | --------------------------------------------------- |
| 1991                                                | 1996                                                | 2001                                                | 2004                                                |
| 62                                                  | 63                                                  | 87                                                  | 98                                                  |